# Boligstøtte
 Denne artikel omhandler overvejende eller alene danske forhold. Hjælp gerne med at gøre artiklen mere almen.
Boligstøtte er en individuel økonomisk støtte til boligformål. 

## Danmark
Boligstøtte kan i Danmark søges af alle lejere jf. Boligstøtteloven. Boligstøtte i Danmark kan endvidere søges af ejere eller andelshavere i private andelsboligforeninger, der modtager visse former for pension. Retten til boligstøtte og boligstøttens størrelse beregnes på grundlag af husstandsindkomsten. Boligstøtte kan kun ydes, når boligen er forsynet med køkken med indlagt vand og forsvarligt afløb for spildevand, dog er visse boligtyper undtaget for disse generelle regler. Der kan maksimalt medregnes boligudgifter pr. m² for 65 m² bruttoetageareal. For hver af de øvrige personer i husstanden medregnes m²-udgiften for 20 m². Er en person i husstanden stærkt bevægelseshæmmet, kan der maksimalt medregnes boligudgifter pr. m² for 75 m² bruttoetageareal. Personer på bestemte pensioner som eksempelvis folkepension eller førtidspension kan modtage forhøjet boligstøtte. Forhøjet boligstøtte kan også opnås, hvis der er børn i husstanden eller nogle i boligen er stærkt bevægelseshæmmede.
Boligstøtteloven hører under Social-, Børne- og Integrationsministeriet.

### Boligstøttens form
Boligstøtte udbetales i Danmark i udgangspunktet enten som boligsikring eller boligydelse. I nogle tilfælde kan den også udbetales som lån.
Boligydelse er for husstande, hvor der bor personer, der får udbetalt folkepension eller førtidspension, hvis den er tilkendt, eller der er påbegyndt en sag herom inden 1. januar 2003.
Boligsikring er for øvrige husstande, herunder efterlønsmodtagere og personer, der er tilkendt førtidspension efter 1. januar 2003.

### Boligstøttens størrelse
Boligstøttens størrelse er meget individuel, men i Danmark svinger den typisk fra omkring få hundrede kroner om måneden til nogle få tusinde kroner om måneden. Den kan maksimalt udgøre 33.036 kroner årligt. Undtaget er dog, hvis der i husstanden er 4 eller flere børn, så forhøjes maksimum beløbet med 25 %. Er boligen egnet til og bebos af stærkt bevægelseshæmmede, forhøjes maksimumbeløbet med 50 %. Maksimumbeløbet kan også forhøjes med 50 % såfremt at nogle i husstanden er modtagere af døgnhjælp.
Boligstøtten afhænger af en række forskellige parametre, det vigtigste punkt er indkomsten i hjemmet - indtægter som blandt andet medregnes er:
- Løn
- SU (uddannelsesstøtte)
- Indtægt ved selvstændig virksomhed
- Positiv kapitalindkomst

Andre parametre som også spiller ind, er som forklaret oven for:
- Boligens størrelse
- Husleje (minus forbrug)
- Antallet af beboere

### Ansøgning og udbetaling
Ansøgningen i Danmark har siden 1. marts 2013 været behandlet af Udbetaling Danmark, som også siden samme dato har foretaget udbetalingen af boligstøtte. Før 1. marts 2013 havde kommunerne ansvaret for processen.

### Finansiering
Boligstøtte finansieres i Danmark af staten og hjemkommunen:
Såfremt at boligstøtten udbetales i form af boligsikring, så deler staten og kommunen udgiften ligeligt. Udbetales boligstøtten i form af boligydelse så betaler staten 75 % og kommunen 25 %.
Udgifter til istandsættelsesgaranti og leje efter §§ 70 og 71 dækkes 100 % af staten.